# 日本七叶树
日本七叶树（学名：Aesculus turbinata，片假名：トチノキ）为无患子科七叶树属的植物。分布于日本以及中国大陆的青岛和上海等地，目前已由人工引种栽培。